# Championnat de Bosnie-Herzégovine de football 2005-2006
Navigation
Saison précédente Saison suivante
La saison 2005-2006 du Championnat de Bosnie-Herzégovine de football était la 14e édition du championnat national de première division. Les seize meilleurs du pays sont regroupés au sein d'une poule unique où ils s'affrontent deux fois, à domicile et à l'extérieur. En fin de saison, les deux derniers du classement sont relégués et remplacés par le vainqueur de chaque groupe de deuxième division (groupe Fédération de Bosnie-Herzégovine et groupe Republika Srpska).
C'est le NK Široki Brijeg qui remporte la compétition en terminant en tête du classement, avec 3 points d'avance sur le FK Sarajevo et 9 sur le tenant du titre, le HSK Zrinjski Mostar. Il s'agit du 2e titre de champion du NK Siroki, qui manque le doublé en s'inclinant en finale de la Coupe de Bosnie-Herzégovine face au HNK Orasje.

## Les 16 clubs participants
| - FK Željezničar Sarajevo - FK Buducnost Banovici - FK Sarajevo - NK Celik Zenica - NK Široki Brijeg - NK Posusje - FK Sloboda Tuzla - HNK Orasje | - HSK Zrinjski Mostar - NK Zepce - FK Leotar Trebinje - NK Jedinstvo Bihać - Promu de First League - FK Slavija - FK Radnik Bijeljina - Promu de First League - FK Modrica - NK Travnik |

## Compétition

### Classement
Le barème utilisé pour établir le classement est le suivant :
- Victoire : 3 points
- Match nul : 1 point
- Défaite : 0 point

| Rang | Équipe                  | Pts | J  | G  | N | P  | Bp | Bc | Diff |
| ---- | ----------------------- | --- | -- | -- | - | -- | -- | -- | ---- |
| 1    | NK Široki Brijeg        | 63  | 30 | 19 | 6 | 5  | 38 | 19 | +19  |
| 2    | FK Sarajevo             | 60  | 30 | 18 | 6 | 6  | 57 | 26 | +31  |
| 3    | HSK Zrinjski Mostar T   | 54  | 30 | 17 | 3 | 10 | 47 | 29 | +18  |
| 4    | FK Modrica              | 53  | 30 | 17 | 2 | 11 | 53 | 30 | +23  |
| 5    | FK Slavija              | 41  | 30 | 12 | 5 | 13 | 41 | 47 | -6   |
| 6    | FK Željezničar Sarajevo | 40  | 30 | 11 | 7 | 12 | 38 | 33 | +5   |
| 7    | NK Jedinstvo Bihać P    | 40  | 30 | 13 | 1 | 16 | 38 | 40 | -2   |
| 8    | NK Žepče                | 40  | 30 | 11 | 7 | 12 | 29 | 40 | -11  |
| 9    | FK Leotar Trebinje      | 39  | 30 | 12 | 3 | 15 | 43 | 48 | -5   |
| 10   | NK Posusje              | 39  | 30 | 12 | 3 | 15 | 38 | 46 | -8   |
| 11   | FK Sloboda Tuzla        | 39  | 30 | 11 | 6 | 13 | 31 | 40 | -9   |
| 12   | HNK Orasje C            | 38  | 30 | 12 | 2 | 16 | 50 | 51 | -1   |
| 13   | FK Radnik Bijeljina P   | 38  | 30 | 11 | 5 | 14 | 37 | 52 | -15  |
| 14   | NK Celik Zenica         | 35  | 30 | 10 | 5 | 15 | 33 | 45 | -12  |
| 15   | NK Travnik              | 34  | 30 | 10 | 4 | 16 | 33 | 41 | -8   |
| 16   | FK Buducnost Banovici   | 33  | 30 | 10 | 3 | 17 | 29 | 48 | -19  |

|  | Qualification pour la Ligue des clubs champions 2006-2007                                          |
|  | Qualification pour la Coupe UEFA 2006-2007                                                         |
|  | Qualification pour la Coupe Intertoto 2006                                                         |
|  | Relégation en Prva Liga                                                                            |
|  | T : Tenant du titre C : Vainqueur de la Coupe de Bosnie-Herzégovine P : Promu de deuxième division |

## Bilan de la saison
| Championnat de Bosnie-Herzégovine de football 2005-2006         |                                                      |
| Champion                                                        | NK Široki Brijeg (2e titre)                          |
| Coupes et trophées                                              |                                                      |
| Vainqueur de la Coupe de Bosnie-Herzégovine 2005-2006           | HNK Orasje                                           |
| Qualifications continentales                                    |                                                      |
| Ligue des clubs champions 2006-2007 (1er tour de qualification) | NK Široki Brijeg                                     |
| Coupe UEFA 2006-2007                                            | FK Sarajevo                                          |
| Coupe UEFA 2006-2007                                            | HNK Orasje                                           |
| Coupe Intertoto 2006                                            | HSK Zrinjski Mostar                                  |
| Promotions et relégations                                       |                                                      |
| Promus en Premier League                                        | FK Velez Mostar (Fédération de Bosnie-Herzégovine)   |
| Promus en Premier League                                        | FK Borac Banja Luka (Fédération de Republica Srpska) |
| Relégués en Prva Liga                                           | NK Travnik FK Buducnost Banovici                     |